# 高木正剛
高木 正剛（たかぎ まさかた）は、江戸時代中期から後期にかけての大名。河内国丹南藩の10代藩主。官位は従五位下・主水正、左近将監。

## 略歴
上野国小幡藩主・松平忠福の次男として誕生した。幼名は勇次郎。初名は福親。
天明元年（1781年）6月21日、養父・高木正直の死去により、末期養子として家督を継いだ。寛政3年（1791年）2月28日、11代将軍・徳川家斉に拝謁する。同年12月16日、従五位下・主水正に叙任する。寛政11年（1798年）12月17日、大番頭に就任する。文化7年（1810年）6月28日、奏者番に就任する。文政7年（1824年）9月18日、辞職する。
文政9年（1826年）10月9日、隠居し、長男の正明に家督を譲った。右近将監に改める。天保2年（1831年）2月23日、惣髪となり、常葉と号した。天保5年（1834年）7月5日、62歳で死去した。法号は良弘院殿建誉秀道常葉大居士。墓所は東京都杉並区永福の栖岸院。

## 系譜
- 父：松平忠福（1743年 - 1799年）
- 母：松平資訓の養女 - 本庄資訓の娘
- 養父：高木正直（1756年 - 1781年）
- 正室：八百子 - 高木正直の娘
  - 長男：高木正明（1803年 - 1869年）
- 生母不明の子女
  - 女子：加納久儔正室